# Франко Скарамеллі
Франко Скарамеллі (італ. Franco Scaramelli, 8 жовтня 1911, Модена — ?) — італійський футболіст, що грав на позиції нападника.
Виступав, зокрема, за клуби «Модена» та «Рома».

## Футбольна кар'єра
Розпочинав кар'єру в маловідомому клубі «Фаріні». В 1929 році перейшов у «Модену», в складі якої відіграв три сезони в Серії A.
Своєю грою привернув увагу представників тренерського штабу клубу «Рома», до складу якого приєднався 1932 року. Виступав у команді 6 років на позиції лівого напівсереднього нападника, рідше — лівого крайнього нападника. Найбільш вдалим для нього став сезон 1934/35, коли Скарамеллі зіграв 30 матчів і забив 7 голів. В 1936 році з командою завоював срібні медалі чемпіонату Італії.
Також у складі «Роми» виступав у Кубку Мітропи, престижному в той час турнірі для провідних клубів Центральної Європи. В 1935 році римляни у першому матчі 1/8 фіналу переграли «Ференцварош» з рахунком 3:1, але розгромно програли 0:8 у матчі-відповіді. 
В 1938 році повернувся в «Модену», в складі якої зіграв лише два матчів. З 1939 по 1941 рік грав у Серії B за команду «Брешія».

## Статистика виступів

### Статистика клубних виступів
| Сезон   | Команда  | Чемпіонат | Чемпіонат | Чемпіонат |
| Сезон   | Команда  | Ліга      | Ігор      | Голів     |
| ------- | -------- | --------- | --------- | --------- |
| 1929–30 | «Модена» | A         | 13        | 3         |
| 1929–30 | «Модена» | A         | 20        | 7         |
| 1930–31 | «Модена» | A         | 31        | 8         |
| 1932–33 | «Рома»   | A         | 24        | 1         |
| 1933–34 | «Рома»   | A         | 8         | 1         |
| 1934–35 | «Рома»   | A         | 30        | 7         |
| 1935–36 | «Рома»   | A         | 17        | 1         |
| 1936–37 | «Рома»   | A         | 2         | 0         |
| 1937–38 | «Рома»   | A         | 17        | 1         |
| 1938–39 | «Модена» | A         | 2         | 0         |
| 1939–40 | «Брешія» | В         | 24        | 3         |
| 1940–41 | «Брешія» | B         | 21        | 1         |

### Статистика виступів у Кубку Мітропи
| №                      | Розіграш               | Стадія                 | Дата та місце проведення | Команда 1              | Рахунок | Команда 2   | Голи та інші дії |
| ---------------------- | ---------------------- | ---------------------- | ------------------------ | ---------------------- | ------- | ----------- | ---------------- |
| 1                      | 1935                   | 1/8                    | 16.06.1935, Рим          | Рома                   | 3:1     | Ференцварош |                  |
| 2                      | 1935                   | 1/8                    | 22.06.1935, Будапешт     | Ференцварош            | 8:0     | Рома        |                  |
| Всього в Кубку Мітропи | Всього в Кубку Мітропи | Всього в Кубку Мітропи | Всього в Кубку Мітропи   | Всього в Кубку Мітропи | 2       |             | 0                |

## Титули і досягнення
- Срібний призер Серії А (1):

«Рома»: 1935–1936